# Allium coloratum
L'aglio grazioso (Allium coloratum Spreng.)  è una pianta della famiglia Amaryllidaceae, diffusa in Europa.

## Descrizione
La forma biologica è di tipo geofita bulbosa con periodo di fioritura da giugno a settembre. Le piante raggiungono le dimensioni di fioritura circa in un anno o due, raggiungendo uno sviluppo completo per una lunghezza variabile da 46 a 66 cm a seconda del terreno e delle condizioni climatiche ed ambientali.
Si presenta normalmente in natura con un colore rosa profondo, e con un fiore lungo ed elegante.

## Distribuzione e habitat
La specie è diffusa dal sud-est della Francia alla Romania. Presente nell'Italia peninsulare, assente in Sicilia e Sardegna.
Il tipo corologico è mediterraneo-montano con un'altitudine compresa dal livello del mare sino a 1400 metri.
L'habitat comune è principalmente su rocce, ma in natura la si vede comunemente anche su terreni smossi, sabbiosi, e sui pendii.

## Tassonomia
Questa entità floreale fu storicamente descritta dallo scienziato naturalista italiano Domenico Agostino Vandelli nel 1771 che la catalogò col nome di Allium cirrhosum.
Altri sinonimi:
- Allium pulchellum G. Don
- Allium carinatum subsp. pulchellum Bonnier & Layens